# Cyrus L. Dunham

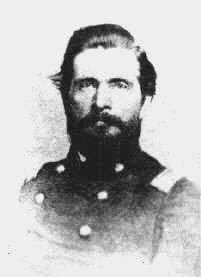
Cyrus L. Dunham, 1862

Cyrus Livingston Dunham (* 16. Januar 1817 in Dryden, Tompkins County, New York; † 21. November 1877 in Jeffersonville, Indiana) war ein US-amerikanischer Politiker. Zwischen 1849 und 1855 vertrat er den Bundesstaat Indiana im US-Repräsentantenhaus.

## Werdegang
Cyrus Dunham besuchte die öffentlichen Schulen seiner Heimat. Nach einem anschließenden Jurastudium und seiner Zulassung als Rechtsanwalt begann er ab 1841 in Salem (Indiana), wohin er inzwischen gezogen war, in diesem Beruf zu arbeiten. Im Jahr 1845 wurde er Staatsanwalt im dortigen Washington County. Gleichzeitig schlug er als Mitglied der Demokratischen Partei eine politische Laufbahn ein. In den Jahren 1846 und 1847 war er Abgeordneter im Repräsentantenhaus von Indiana.
Bei den Kongresswahlen des Jahres 1848 wurde Dunham im zweiten Wahlbezirk von Indiana in das US-Repräsentantenhaus in Washington, D.C. gewählt, wo er am 4. März 1849 die Nachfolge von Thomas J. Henley antrat. Nach zwei Wiederwahlen konnte er bis zum 3. März 1855 drei Legislaturperioden im Kongress absolvieren. Seit 1853 vertrat er dort als Nachfolger von John L. Robinson den dritten Distrikt seines Staates. Von 1853 bis 1855 war Dunham Vorsitzender des Ausschusses, der sich mit dem Kanal- und Straßenbau befasste. Seine Zeit als Kongressabgeordneter war von den Ereignissen und Diskussionen im Vorfeld des Bürgerkrieges geprägt. Im Jahr 1854 wurde er nicht wiedergewählt.
Von 1859 bis 1860 war Dunham als Secretary of State der geschäftsführende Beamte der Staatsregierung von Indiana. Zwischen 1861 und 1863 war er während des Bürgerkrieges Oberst im Heer der Union. Danach praktizierte er in New Albany wieder als Rechtsanwalt. In den Jahren 1864 und 1865 war er erneut Abgeordneter im Staatsparlament. 1871 zog er nach Jeffersonville. Im dortigen Clark County amtierte er zwischen 1871 und 1874 als Strafrichter; danach setzte er seine Anwaltstätigkeit fort. Cyrus Dunham starb am 21. November 1877 in Jeffersonville, wo er auch beigesetzt wurde.